# Валга
Валга (на естонски: Valga) е град в Южна Естония, административен център на област Валга. До 1920 г. Валга и севернолатвийския град Валка са едно селище. Те са побратимени градове. Площта на Валга е 16,5 km², а тази на латвийския град – 14,2 km². Населенията им са съответно 12 334 (по приблизителна оценка от януари 2018 г.). и около 7000 души.

## Местоположение
Валга е кръстопът на пътни и железопътни линии. По време на Студената война градът е дом на въздушната база „Валга“. Има планове да се създаде общ публичен автобусен транспорт, който да свързва градовете Валга и Валка.
Разстоянието до Тарту е 89 km, Пярну – 144 km, Талин – 245 km и Рига – 175 km.

## Дейност
От 1944 г. се издава три пъти седмично местен вестник, озаглавен „Valgamaalane“. През 2003 г. започва разпространението на друг местен вестник с име „Walk“, който е на руски език и представлява смесено естонско-латвийско издание. Градът разполага също с кореспондентен офис на естонската национална телевизия ETV) и местно радио Raadio Ruut.
Валга има сключени няколко договора за сътрудничество. Последният от тях датира от 1995 г. и е със съседния латвийски град Валка. Има също договори за сътрудничество с Оукланд, Мериленд (САЩ) и с община от Швеция. Валга също е изградила дългогодишни приятелски връзки с община Халсбери (Швеция) и градовете Любц (Германия) и Торнио (Финландия).
В последните години градът се развива бързо. От 1996 г., качеството на живот се подобрява, което се дължи на обновяването на сгради, като Централната библиотека, стадиона „Валга“, музеят, болницата и Центъра за култура и удоволствия. Постепенно, училищата и детските градини също се модернизират. От 2003, нова водна пречиствателна станция значително подобрява качеството на водата в града.
В частния сектор са се увеличили инвестициите в търговията, леката промишленост и лесовъдството.

## История
- 1286: Валга (под немското име Walk) се появява за първи път в регистрите на град Рига.
- 1298, 1329 и 1345: Селището страда от грабителски нападения на литовците, водени от Великите князе Гедиминас и Алгирдас (второто и третото нападение)
- 1419: Walk става седалище на правителството на Ливонската конфедерация.
- 1481: Грабителско нападение на руснаците. Градът е опожарен за четвърти път.
- 1500: Walk, селище в сърцето на Стара Ливония, което не е укрепено, е избирано над 36 пъти до 1500 г. за място, където да се проведе градско събрание.
- 1501: Ново нападение на руснаците. Селището е опожарено за пети път.
- 1558: По време на Ливонската война средновековният град Walk е тотално унищожен.
- 1600: Създадена е първата карта на града, която съдържа характеристиките на 42 къщи. Градът е седем километра дълъг и между 0,5 и 0,25 широк.
- 1626: След Полско-шведската война Валга е присъединена към Швеция.
- 1710: В резултат на Великата северна война Валга преминава под руско управление заедно с останалата част от Естония.
- 5 октомври 1764: Императица Екатерина II подвърждава статута на град.
- 1780: Първите каменни сгради започват да се построяват: църква, училище и областни офиси.
- 1783: Създадена е област Валга по време на регентството на Екатерина II.
- 1816: Църквата „Свети Джон“ е завършена.
- 1876: Издаден е първият вестник във Валга „Walkscher Anzeiger“. Той е на немски език.
- 1889: Открита е гарата на града. На 22 юли официално е обявена линията Тарту-Валга.
- 16 декември 1890: Основано е Въздържателното дружество на Валга.
- 1896: Теснолинейна железопътна линия е създадена между градовете Пярну и Валга.
- 7 декември 1901: Съвместно с латвийците, естонците успяват да спечелят на изборите във Валга. Химикът Йоханес Мертсон е избран за кмет.
- 1917: Немски цепелин кражи над града и пуска 40 силноексплозивни бомби. Основната цел е гарата, която така и не е улучена по време на бомбардировката.
- 11 февруари 1921: С декрет естонското правителство определя територията, която заема областта Валга. Градът е превърнат в областен център.
- 17 август 1940: Започва съветска окупация. Извършва се масивно депортиране на естонци и латвийци от градовете Валга и Валка.
- 9 юли 1941: Валга е окупирана от немски войски.
- 19 септември 1944: След тежки боеве градът е освободен от немската окупация на Естония. Веднага е заменен с окупация на Съветския съюз.
- 1988: Основано е общество за защита на старинните паметници.
- 1992: Базата на руската армия в града е закрита.
- 17 октомври 1993: Проведени са първите свободни избори за общински съвет след възстановяването независимостта на Естония.

## Личности
Родени във Валга
- Паул Виидинг – поет и писател (1904 – 1962)
- Алфонс Ребане – военен деец (1908 – 1976)